# Grammy al millor àlbum de reggae
El premi Grammy al millor àlbum de reggae és un guardó presentat en els Premis Grammy, una cerimònia que va ser establida en el 1958 i en el seus orígens s'anomenava Premis Gramòfon, per als artistes de gravació que han realitzat àlbums vocals i/o instrumentals que continguin almenys, el 51% del temps de nova creació en els gèneres del reggae, dancehall i/o ska.
El premi es va iniciar en el 1985, any en què se l'anomenava: Grammy a la millor gravació de reggae. En l'any 1992, el nom del premi es va canviar per l'actual: Grammy al millor àlbum de reggae i a partir de l'any 2002, el premi sovint es presenta als enginyers, mescladors i/o productors a més dels artistes musicals.

## Guardonats

### Dècada del 2020
| Edició | Imatge | Guanyador(s)/ Guanyadora(es) | Obra    | Nominat(s)/ Nominada(es) | Ref   |
| ------ | ------ | ---------------------------- | ------- | --- | ----- |
| 62a    |        | Koffee                       | Rapture | - Julian Marley – As I Am - Sly & Robbie & the Roots Radics – The Final Battle: Sly & Robbie vs. Roots Radics - Steel Pulse – Mass Manipulation - Third World – More Work to Be Done | [ 2 ] |